# Templo de Akshardham

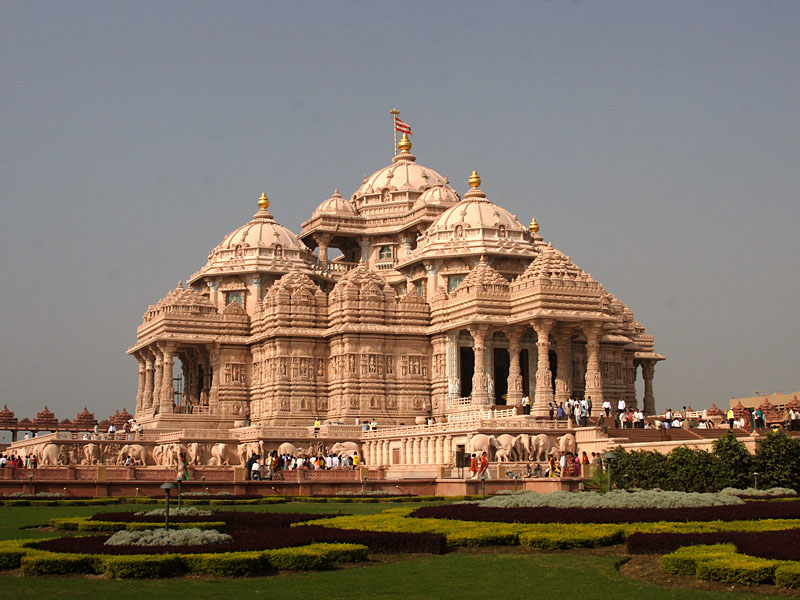
Akshardham

O Templo de Akshardham (Swaminarayan Akshardham) ou simplesmente Akshardham está situado em Nova Deli, Índia, sendo o maior templo hindu do mundo. Planejado pelo sadhu Shastri Narayanswarupdas, foi construído com a ajuda de 3.000 voluntários e 7.000 artesãos. Akshardham, uma das maiores atrações da Índia, atrai cerca de 70% dos turistas que visitam Nova Deli. Foi oficialmente inaugurado em 6 de novembro de 2005.